# Kitovi usani
Kitovi usani (lat. Mysticeti) čine jedan od dvije postojeće natporodice kitova (Cetacea). Žive u svim svjetskim oceanima. Ime su dobili po usima. To su izrasline od keratina koje su se kod tog podreda kitova oblikovale u gornjoj čeljusti umjesto zubi i služe za "filtriranje" krila iz ogromnih količina vode koju kitovi uzimaju u usta i ponovo istiskuju. 

## Anatomija
Većina kolosa među kitovima su kitovi usani. Dok u porodici kitova zubana postoji samo jedan vrlo veliki kit,ulješura, svi ostali veliki kitovi su iz porodice kitova usana među njima i plavi kit, najveća na Zemlji živa životinja. Svi kitovi usani su veći od 6 m.
Obilježje cijele ove grupe kitova su usi u gornjoj čeljusti. Sa svake strane ih ima i do 400 i vrlo gusto su složeni poput gibljive zavjese od traka. Kitovi usani imaju zube samo u embrionalnom razdoblju. Međutim, poznati su fosili kitova usana koji imaju zube umjesto usi. Kitovi usani imaju dvije nosnice kojima kod izbacivanja zraka oblikuju ispušni mlaz u obliku slova V.

## Ishrana
Nasuprot kitovima zubanima, kitovi usani hrane se uglavnom životinjskim planktonom odnosno sićušnim morskim životinjama, kao na primjer krilom. Međutim, neke vrste se hrane i ribom. Kit uzme veliku količinu vode u usta, koja se kod brazdastih kitova povećava ekstremno rastezljivom naboranom kožom ispod grla i prsiju. Iza toga, zatvara čeljusti i jezikom kroz usi istiskuje vodu ponovo van. Usi poput filtera zadržavaju sićušne životinje koje žive u vodi pa ih tada kit lako proguta.
Usi se mogu koristiti i na druge načine. Na primjer, glatki kitovi plivaju otvorenih ustiju, a sivi kitovi na taj način filtriraju morsko dno.

## Ponašanje
Selidbe
Kitova usana ima u svim oceanima. Sve vrste poduzimaju velika putovanja, ovisno o godišnjim dobima. Ljeti se hrane u hranom bogatim hladnim područjima, a u jesen dolaze u toplija područja gdje se pare i kote mladunčad. Izvan svojih hranidbenih područja usani jedu jako malo ili uopće ništa mjesecima. Sivi kitovi u svojim selidbama prevaljuju najveće udaljenosti među sisavcima.
Skokovi
Usprkos svojoj velikoj težini, kitovi usani su u stanju potpuno iskočiti iz vode. Naročito su grbavi kitovi poznati po svojim akrobatskim skokovima, ali i drugi kitovi usani izlaze svojim tijelom izvan vode ili snažno udaraju svojim perajama vrlo glasno po površini. Svrha takvog ponašanja nije posve razjašnjena.
Glasanje
Za razliku od kitova zubana, za usane nije dokazano da imaju sposobnost korištenja ultrazvuka za orijentiranje ili potragu za plijenom. Nasuprot tome, oni ispuštaju vrlo snažne zvukove niskih frekvencija, niže od ljestvice čujnosti ljudskog uha. Zov najvećih kitova se "čuje" na udaljenosti od više stotina kilometara. Sasvim posebna je "pjesma" grbavih kitova čiji se komplicirani slijed strofa iz godine u godinu mijenja, a vjerojatno služe uzajamnom dozivanju u vrijeme parenja. Kad se promijeni frekvencija do čujnosti ljudskog uha, njihova "pjesma" podsjeća na cvrkut ptica.

## Sistematika
Kitovi usani se obično svrstavaju u četiri a ponekad i tri porodice (vidi zaseban taksokvir):
- Glatki kitovi (Balaenidae) nemaju brazde, glave su im ogromne a dugi su do 16m.
- Patuljasti glatki kit (Neobalaenidae) često svrstavaju u glatke kitove; to je najmanje poznata porodica i sastoji se od samo jedne vrste.
- Sivi kitovi (Eschrichtiidae) oni su prijelaz između glatkih i brazdastih kitova.
- Brazdasti kitovi (Balaenopteridae) su dobili ime po naboranoj koži na grlu i prsima; u odnosu na veličinu tijela imaju manju glavu od glatkih kitova, kraće usi i uvijek imaju leđnu peraju (koje neke vrste iz porodice glatkih kitova nemaju). Najveći kitovi su iz ove porodice.

## Drugi projekti
|  | Wikivrste imaju podatke o taksonu Kitovima usanima |